# Chojnice
Chojnice là một thị trấn thuộc huyện Chojnicki, tỉnh Pomorskie ở bắc Ba Lan. Thị trấn có diện tích 21 km². Đến ngày 1 tháng 1 năm 2011, dân số của thị trấn là 39919 người và mật độ 1897 người/km².